# Spektralanalys

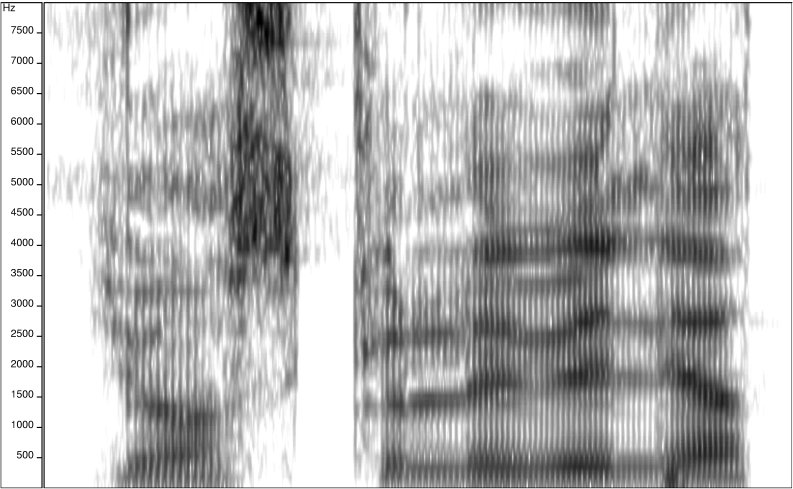
Spektrogram med synliga formanter

Spektralanalys är en metod för att undersöka ett spektrum, den spektrala energifördelningen, det vill säga energifördelningen i frekvensplanet, hos en signal. Signalen målas i ett spektrogram.
Spektralanalys kan användas för olika typer av signaler, som t.ex. ljud och ljus (elektromagnetisk strålning).
Inom akustiken och talteknologin kallas spektralanalysen, vanligen manuell, för spektrografi.
Då olika kemiska föreningar tar upp och avger elektromagnetisk strålning med olika frekvens i olika stor omfattning kan spektralanalys användas för att identifiera föreningar, både i liten och stor skala. Inom kemin går analysen ut på att fastställa ett ämnes kemiska beståndsdelar. Inom astrofysiken är spektroskopi en sedan länge etablerad och oundgänglig metod för att studera universums struktur.

## Kända forskare inom området
- Anders Jonas Ångström